# Jeanne Doré (film, 1938)
Pour les articles homonymes, voir Jeanne Doré.
Pour plus de détails, voir Fiche technique et Distribution.
Jeanne Doré est un film italien réalisé par Mario Bonnard et sorti en 1938, adapté d'une pièce de Tristan Bernard.

## Fiche technique
- Réalisation : Mario Bonnard
- Scénario : Tommaso Fabbri d'après la pièce Jeanne Doré de Tristan Bernard[1]
- Scénographie : Carlo Enrico Rava (it)
- Production : Scalera Film
- Photographie : Ubaldo Arata, Otello Martelli
- Musique : Giuseppe Mulè (it), Ezio Carabella
- Montage : Gabriele Varriale
- Date de sortie : 1938 (Royaume d'Italie)

## Distribution
- Emma Gramatica : Jeanne Dorè
- Sergio Tofano : Fanard
- Evi Maltagliati : Fanny
- Margherita Bagni : Mme Fanard
- Leonardo Cortese : Jacques Dorè
- Lamberto Picasso : Michaud
- Aldo Rubens
- Carola Lotti
- Filippo Scelzo : Perodot
- Guido Celano : Avv. Charles
- Ruggero Capogaglio : secrétaire de Perodot
- Giulio Tempesti : il Portinaio
- Cesare Zoppetti : le président du tribunal
- Giorgio Capecchi : le ministère public
- Armando Migliari : Rozan
- Vittorio Ripamonti
- Aldo Fiorelli
- Oreste Bilancia